# Waaierpalm

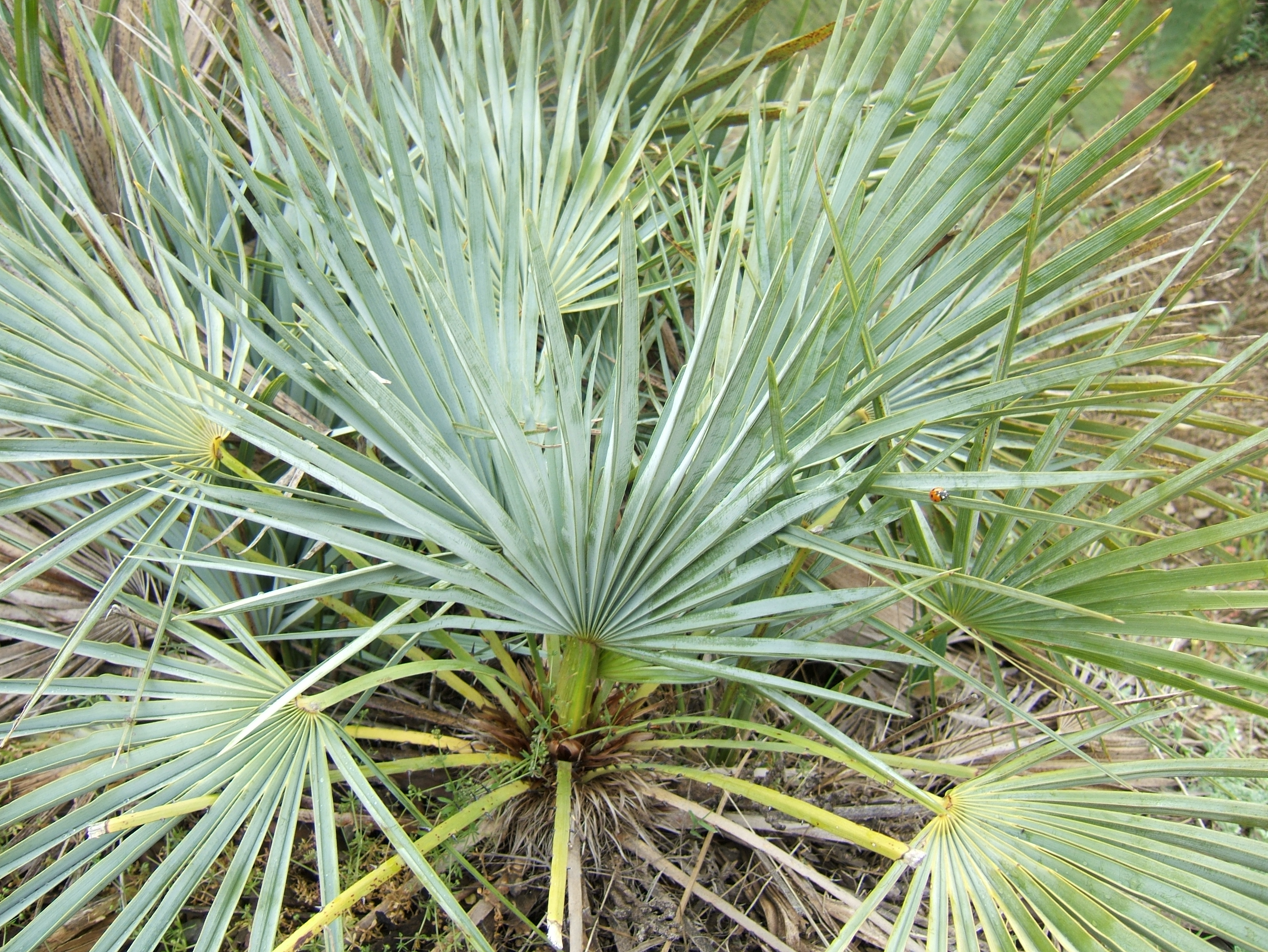
De ondersoort Chamaerops humilis var. argentea is een voorbeeld van een waaierpalm

Een waaierpalm is een beschrijvende term voor palmen met handvormig gelobde bladeren, dit in tegenstelling tot palmen met vedervormige bladeren.
Kenmerkend voor deze palmen is de waaiervormige omtrek van de bladeren. De bladnerven lopen vanaf de bladsteel door tot aan het uiteinde van het blad. Waaierpalmen komen voor binnen verschillende geslachten.

## Enkele geslachten
Hieronder volgt een overzicht van enkele geslachten met waaierpalmen.
- Bismarckia
- Borassus
- Coccothrinax
- Copernicia
- Hyphaene
- Licuala
- Pritchardia
- Rhapidophyllum
- Rhapis
- Sabal
- Thrinax
- Trachycarpus
- Trithrinax